# Im Chae-bin
Im Chae-bin (nascido em 29 de outubro de 1991) é um ciclista sulcoreano, membro da equipa Geumsan Insam Cello. Especializado nas provas de sprint em pista, é campeão da Ásia de velocidade por equipas em 2014, 2015 e 2016, do quilómetro em 2014 e 2015, do keirin em 2016, de velocidade individual em 2016, e medalhado de ouro da velocidade por equipas aos Jogos Asiáticos de 2014.

## Palmarés

### Jogos Olímpicos
- Rio 2016
  -     - 9.º da velocidade por equipas

  - 13.º do keirin
  - 22.º da velocidade individual

### Campeonatos mundiais
- Saint-Quentin-en-Yvelines 2015
  - 8.º do quilómetro
  - 10.º da velocidade por equipas
- Londres 2016
  - 9.º do keirin
  - 11.º da velocidade por equipas
  - 12.º do quilómetro
- Apeldoorn 2018
  - 25.º da velocidade individual (eliminado em decimosexto de final)[1]

### Copa do mundo
- 2017-2018
  - 3.º da velocidade por equipas em Santiago de Chile

### Jogos Asiáticos
- Incheon 2014
  -  Medalha de ouro da velocidade por equipas
- Yakarta 2018
  -  Medalha de bronze da velocidade individual

### Campeonato Asiático
- Astana 2014
  -  Medalha de ouro da velocidade por equipas
  -  Medalha de ouro do quilómetro
  -  Medalha de bronze do keirin
- Nakhon Ratchasima 2015
  -  Medalha de ouro da velocidade por equipas
  -  Medalha de ouro do quilómetro
- Izu 2016
  -  Medalha de ouro da velocidade individual
  -  Medalha de ouro da velocidade por equipas
  -  Medalha de ouro do quilómetro
- Nilai 2018
  -  Medalha de ouro da velocidade por equipas
  -  Medalha de dinheiro do keirin
  -  Medalha de bronze da velocidade individual